# Cloudcomputing
Cloudcomputing er når computerresurser er tilgængelige on-demand (fx computerlager eller computerrregnekraft). Cloudcomputing kaldes også hosting i skyen, cloud hosting, cloud eller sky. På norsk er udtrykket skydatabehandling set anvendt om cloudcomputing, hvilket også kunne passe med en dansk oversættelse.
Cloudcomputing har flere implementeringsmodeller - fx: privat cloud, public cloud - og hybrid cloud (både privat og public).
Betegnelsen public cloudcomputing (samme som public cloud) bruges generelt til at beskrive datacentre, der er tilgængelige for mange forskellige kunder via internettet. Betegnelsen privat cloudcomputing (samme som privat cloud) bruges generelt til at beskrive datacentre, der ejes og styres af kunden/brugeren selv.
It-servicemodeller er SaaS (Software as a Service), PaaS (Platform as a Service), IaaS (Infrastructure as a Service) og FaaS (serverless omfatter, men opfattes af mange som det samme som Function as a Service). Alle disse it-servicemodeller kan kombineres med implementeringsmodellerne - de kan fx også køre i privat cloud.
Facebook eller webmail, såsom gmail eller hotmail, er eksempler på public cloud SaaS, hvor softwareapplikation ligger i "skyen" og ikke er installeret på computeren. For virksomheder er applikationer såsom økonomisystemet (ERP) eller salgssystemet (CRM) i stigende grad flyttet ud i "skyen". Datastorage eller back-up kan også flyttes ud i "skyen".
Konceptet "skyen" kan være misvisende. Der er ikke tale om at data bare svæver rundt i luften, men at der er flere servere/datacentre der kan give en adgang til sine data, modsat traditionel hosting der kun har eksempelvis én server.
Cloudcomputing indebærer mange forskellige specifikke løsninger, produkter og services, alt efter behov og udbyder. 

## Fordele og ulemper ved public cloud
Fordelene ved public cloudcomputing er bl.a. fleksibel adgang, enkel administration og ofte en mere simpel eller billigere betalingsmodel. Samtidig er det muligt at skalere cloud-serveren, så hvis behovet stiger, kan man let ændre i sit set-up og dermed have kapacitet nok. På denne måde er man fri for pludselige investeringer i dyr hardware.  
Ulemperne er bl.a. leveringsusikkerhed, leverandørafhængighed eller performanceproblemer, hvor systemerne kører langsommere - og usikkerhed i forhold at passe på følsom data. 
Beregninger og databehandling bliver foretaget i generiske datacentre, hvilket kan udgøre en sikkerhedsrisiko ved at anvende givne tjenester, hvis man ikke anvender tilgængelige sikkerhedssystemer, eksempelvis kryptering, passwords, fysisk autentifikation i form af smartcards, fingeraftryk eller andre biometriske metoder. 
Man arbejder på at standardisere den europæiske datalovgivning, så man i stedet for at skulle tage hensyn til 27 forskellige regelsæt, kun skal tage hensyn til ét.[kilde mangler]

### Udfordringer med public cloud-udbyderes kontrakter
Public cloud-udbyderes kontrakter er typisk uigennemskuelige (fx flertydige termer), hvilket typisk betyder, at man ikke ved hvilken service man har lejet. Hvis man ønsker at få standardkontrakten ændret (hvis det er muligt), er det typisk til en højere pris. Herudover kræver det, at man betaler jurister som har erfaring med public cloud-kontrakter. For at sikre at kontrakten opfylder fx EU-lov og at man kan opsige kontrakten i tilfælde af et public cloud it-sikkerhedsbrud, anbefaler Gartner at public cloud-kontrakter revideres hvert år af en uafhængig trejdepart. 
Nogle public cloud-leverandører har standardkontrakter, som giver dem ret til at lukke adgangen til public cloud-konti, i tilfælde af uenighed eller aftalevilkårs krænkelser.

### Softwarelicenser i public cloud
De softwarelicenser der anvendes på servere i dit eget datacenter (incl. privat cloud), kan man med stor sikkerhed ikke anvende i public cloud (i fx PaaS og IaaS). Typisk er public cloud softwarelicenser dyrere.

### Public cloud-techgigant privatlivs udfordringer
Den østrigske aktivist Max Schrems er bl.a. kendt for at tvinge Facebook til at udlevere alle de data Facebook havde om ham. Max Schrems fik 1222 sider udleveret. Ifølge EU-databeskyttelsesforordningen (GDPR) kan alle EU-borgere kræve data om dem udleveret og endda trække samtykker tilbage. Max Schrems mener at store public cloud-techgiganter narrer brugerne til at få lov til at misbruge deres (person)data.

### Uønsket public cloud persondataudveksling ud af EU
Max Schrems har gjort opmærksom på problemet med, at USA cloud-udbydere og cloud-techgiganter kan - og kan tvinges til at give amerikanske myndigheder adgang til (person)data om fx EU-borgere via FISA og CLOUD Act - og er dermed inkompatibel med GDPR. Faktisk gælder dette udleveringskrav i princippet alle on-premise data, clouddata og backupdata, som et amerikansk selskab eller amerikansk ejet selskab måtte være i besiddelse af, uanset om dataene er indenfor USA eller udenfor (fx EU). Udleveringskravet gælder også selskaber (i fx EU) opkøbt af amerikanske selskaber.